# Paul Muller (écrivain)
Pour les articles homonymes, voir Muller et Paul Muller.
Paul Muller, pseudonyme de Albert King, né en 1924 en Irlande du Nord et mort le 11 novembre 1994 à Bordeaux, est un auteur britannique de roman policier dont l’enquêteur porte le même nom.  Il a également signé d’autres récits policiers, des textes de science-fiction, des romans westerns et des romans d'amour sous son patronyme et sous de nombreux pseudonymes : Mark Bannon, Paul Conrad, Craig Cooper, Floyd Gibson, Scott Howell, Christopher King, Ray Owen.

## Biographie
Il abandonne ses études à l’âge de 14 ans. Il devient ensuite journaliste. 
La carrière littéraire de ce prolifique écrivain s’amorce en 1967 quand il adopte le pseudonyme de Paul Muller pour écrire des romans policiers dont l’enquêteur porte le même nom. L'année suivante, il intensifie ses parutions de fictions policières en employant les pseudonymes de Craig Cooper et de Ray Owen. Il signe également des œuvres de science-fiction, des westerns et des romans d'amour sous divers pseudonymes et sous son patronyme.

## Œuvre

### Romans

#### Série policièrePaul Muller
- Make Mine Mayhem (1967)
- You Kill Me ! (1967)
- Finders Losers (1968) Publié en français sous le titre Avec les femmes on ne sait jamais, Paris, Librairie des Champs-Élysées, Le Masque no 1113, 1970
- The Hasty Heiress (1968)
- The Lady Is Lethal (1968)
- Danger, Dame at Work (1968)
- Slay Time (1968)
- Good Bye, Shirley (1969) Publié en français sous le titre Good bye, Shirley, Paris, Librairie des Champs-Élysées, Le Masque no 1156, 1971 ; réédition, Paris, Librairie des Champs-Élysées, Le Club des Masques no 346, 1978
- Some Dames Don't (1970) Publié en français sous le titre L'oiseau s'est envolé, Paris, Librairie des Champs-Élysées, Le Masque no 1197, 1971 ; réédition, Paris, Librairie des Champs-Élysées, Le Club des Masques no 381, 1979
- The Wistful Wanton (1971)
- The Friendly Fiends (1972)
- A Viper in Her Bosom (1975)

#### Autres romans signés Paul Muller
- The Man from Ger (1974)
- Brother Gob (1975)

#### Romans signés Craig Cooper
- Blackmail Is Murder (1968)
- Catch and Squeeze (1968)
- Dame in Distress (1968)
- What's Funny About Murder? (1968)
- Who Killed Honey Bee? (1968)
- You'll Die Laughing (1968)
- No Haloes for Hoods (1969)
- Snatch the Lady (1970)
- Run with the Fox (1971)
- Value for Murder (1972)
- Running Scared (1972)

#### Romans signés Ray Owen
- Find Trcey George (1968)
- The Fall Guy (1969)
- Flight from Fear (1969)
- Who Cries for a Loser (1969)
- Who Killed Honey Bee? (1968)
- Seek and Destroy (1970)
- So Deadly a Web (1971)
- Date with Doom (1971)
- Mask of Shadows (1972)
- End of the Road (1972)

#### Roman signé Albert King
- Stage Two (1974)

#### Romans signés Mark Bannon
- The Wayward Robot (1974)
- The Assimilator (1974)
- The Tomorrow Station (1975)

#### Romans signés Paul Conrad
- Ex Minus (1974)
- Last Man on Kluth V (1975)
- The Slave Bug (1975)

#### Romans signés Floyd Gibson
- A Slip of Time (1974)
- Shadow of Gastor (1975)
- The Manufactured People (1975)

#### Romans signés Christopher King
- Operation Mora (1974)
- The World of Jonah Klee (1976)

#### Romans signés Scott Howell
- Menace from Magor (1974)
- Passage to Oblivion (1975)